# Morskie Oko

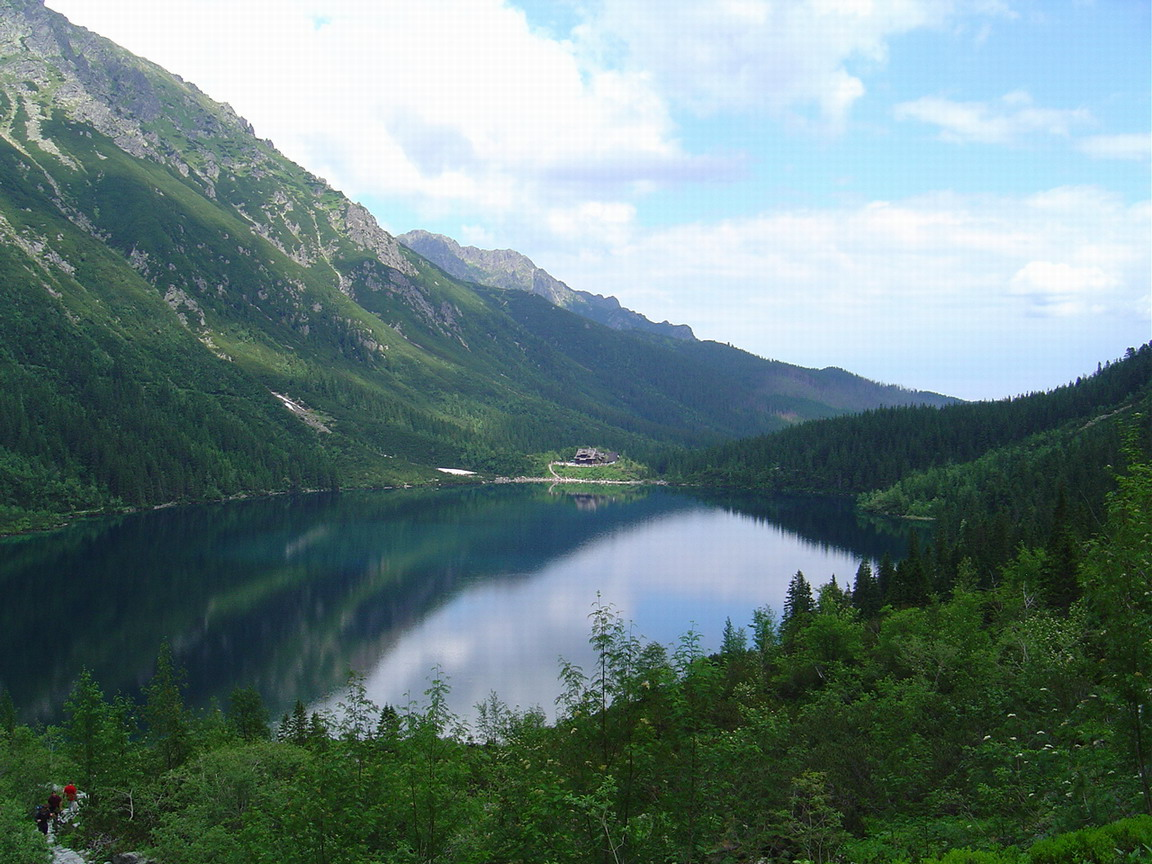
Vista occidental del lago.

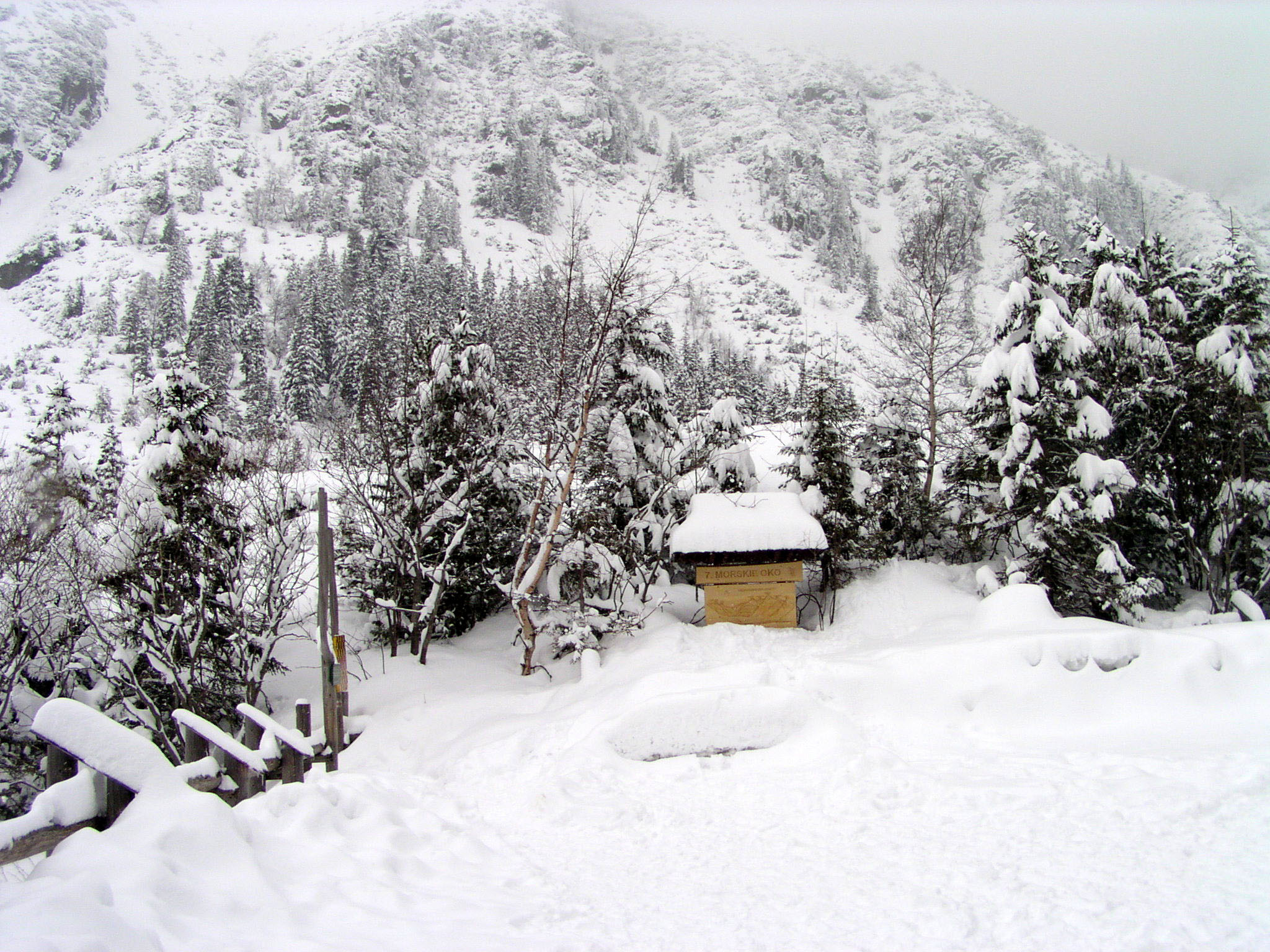
Morskie Oko en invierno.

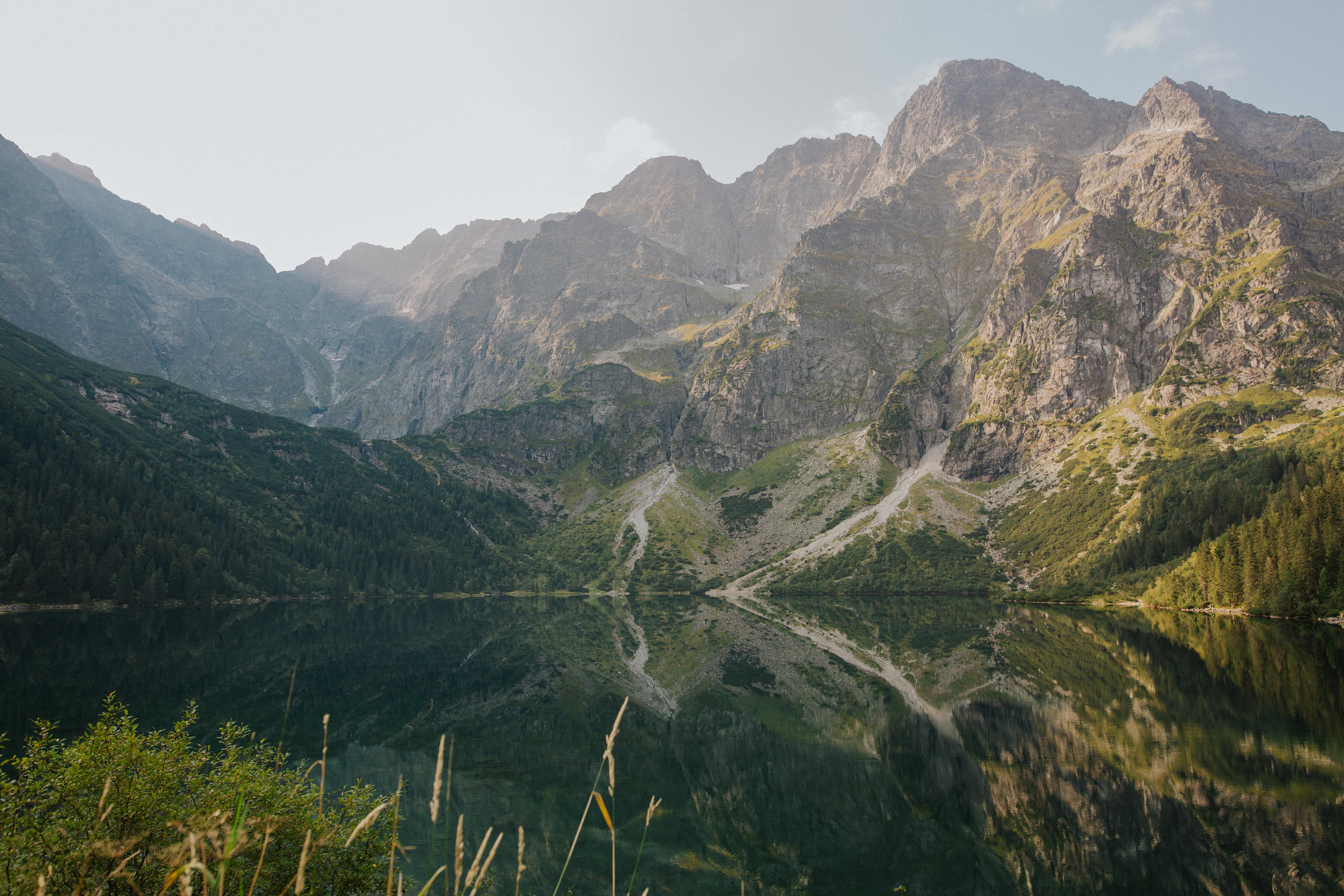
El lago Morskie Oko además de ser el lago más grande de los Tatras, es también el más accesible y posiblemente el más espectacular, en la siguiente entrada te damos las claves para ir a él desde Zakopane.

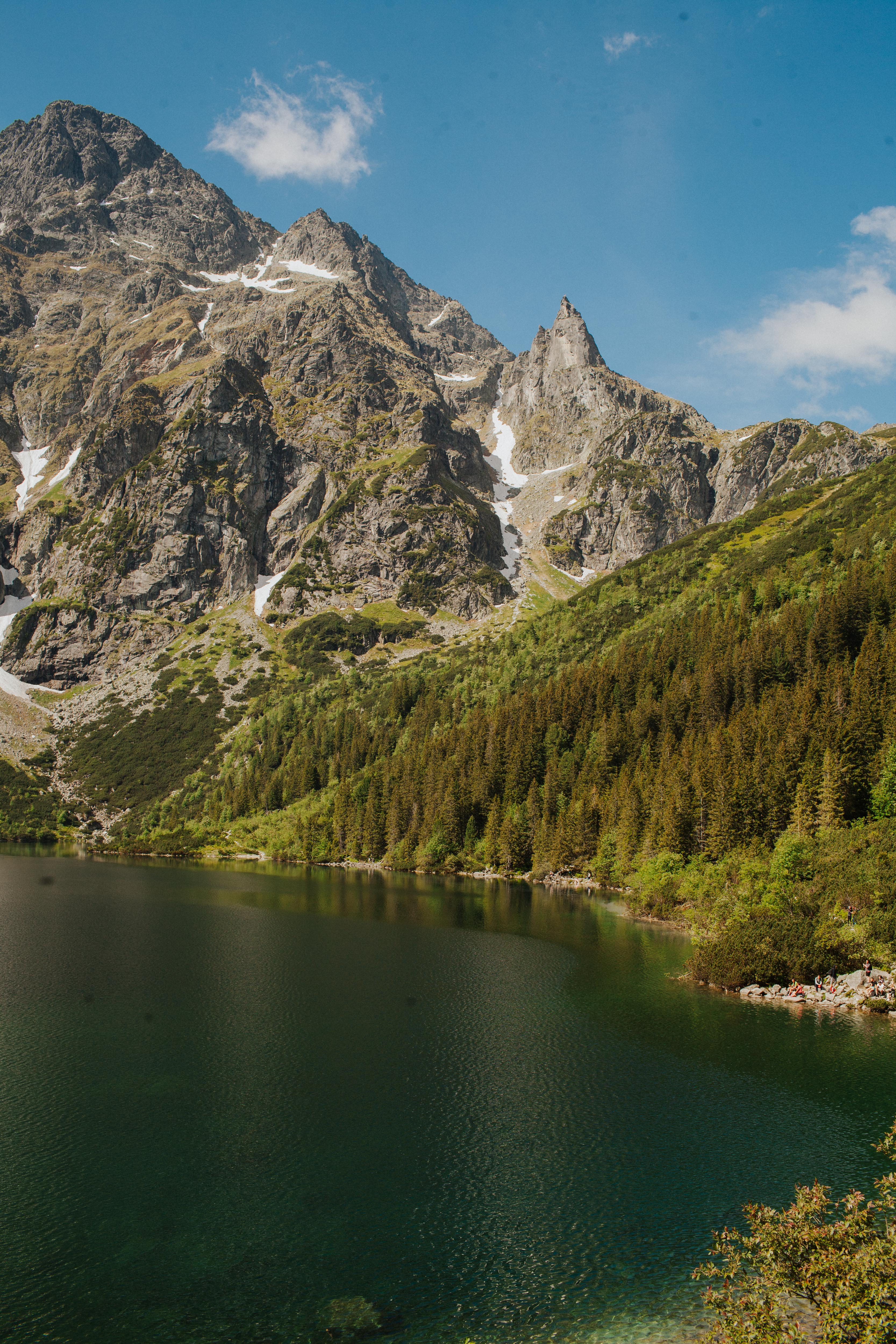
Como Morskie Oko en Zakopane

Morskie Oko (en eslovaco: Morské oko, "Ojo del Mar"; en húngaro: Halastó, "Lago de Peces") es el lago más extenso y el cuarto más profundo de los montes Tatra. Se encuentra en el Valle Rybi Potok, la base de las Cumbres Mięguszowiecki, en el interior del Parque nacional Tatra (Voivodato de Pequeña Polonia, Polonia).
Morskie Oko ha sido reconocido por los periodistas del Wall Street Journal como uno de los cinco lagos más bonitos del mundo.

## Referencias

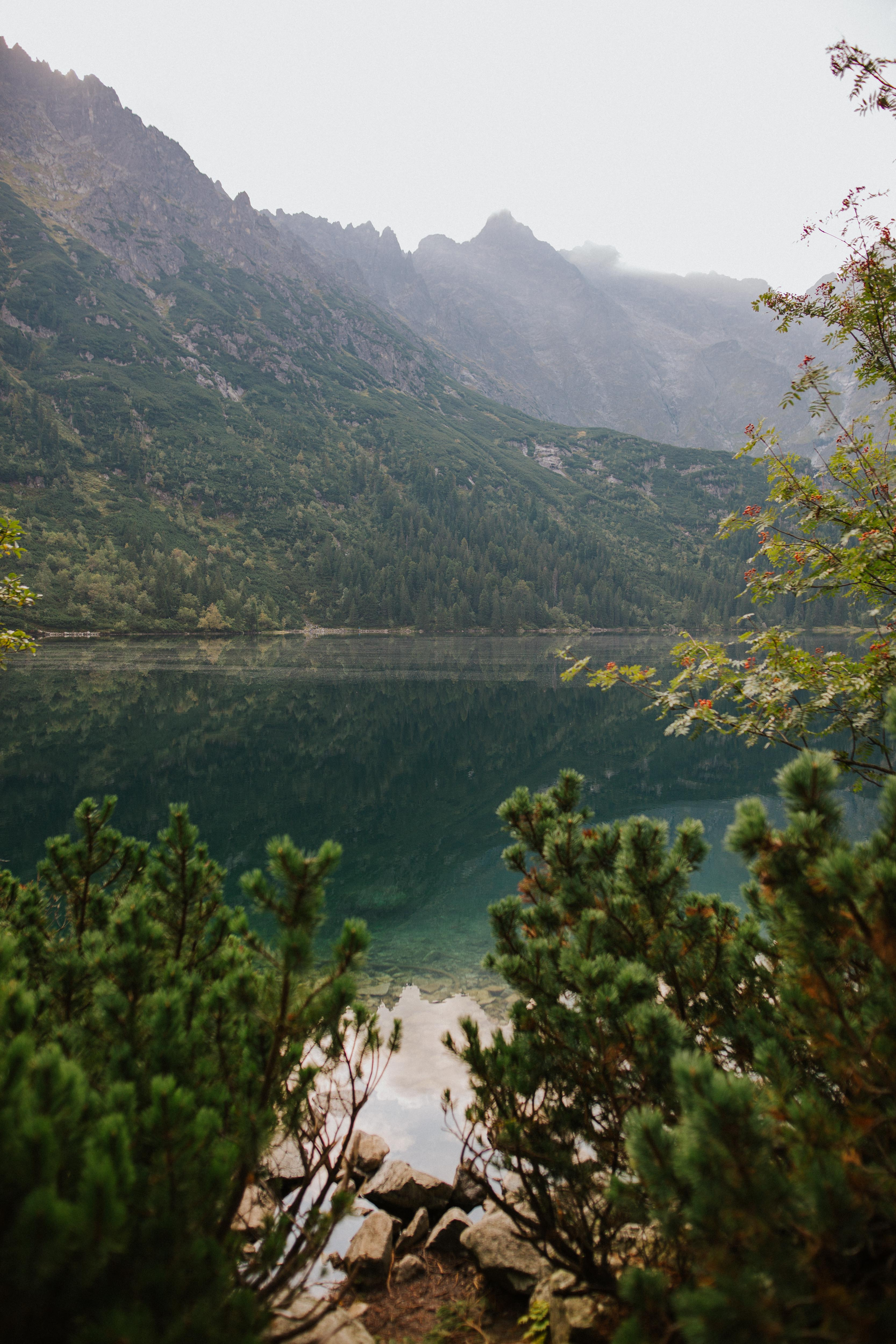
Vista del Morskie Oko en el lado izquierdo de la entrada principal